# ホセ・デ・サン＝マルティン
ホセ・フランシスコ・デ・サン・マルティン・イ・マトーラス（José Francisco de San Martín y Matorras, 1778年2月25日 - 1850年8月17日）は、アルゼンチン出身の軍人で政治家。南アメリカ各国をスペインから独立させるために活躍した。

## 経歴

### 生い立ち
1778年、アルゼンチン北東部の小さな村である、コリエンテス州のヤペユーのスペイン系貴族であり、スペイン軍の軍人だった父の子として生まれる。7歳で家族とともにスペインに渡る。サン・マルティンは職業軍人としての道を進み、22年間スペイン軍で働いた。スペイン軍では陸軍中佐まで昇進し、1811年にはスペイン軍の師団長にまでなったが、母国アルゼンチンでの独立運動を耳にして、今まで築いた全ての地位を捨てて帰国を決意する。

### アルゼンチン独立戦争
1812年、ラ・プラタ連合州として独立していた母国に帰国し、ブエノスアイレスの革命政府に参加する。当時のアルゼンチンは混乱し、正式な独立を宣言できずスペインとの従属関係も続いていた。彼は政治闘争とは距離を置き軍人としての職務に徹していた。サン・マルティンはスペイン軍を打倒し、アルゼンチンだけでなく全ての南アメリカ諸国が独立すべきだと考え、それを実現するにはスペインの南アメリカ支配の拠点であるペルーとりわけリマを解放すべきだと主張した。
1813年2月3日、サン・ロレンソの戦いでサン・マルティン指揮するラ・プラタ軍はスペインを撃破する。
革命の英雄だったインカ帝国復古派のマヌエル・ベルグラーノ将軍がアルト・ペルー（現在のボリビア）に対する解放戦争（第一次アルト・ペルー攻略、第二次アルト・ペルー攻略、第三次アルト・ペルー攻略）をアルゼンチン北西部のサルタから進めていたが、結局険しい地形に遮られ既に数度の敗北を喫していた。

### アンデス山脈越え
ラ・プラタ連合の真の独立にはアルト・ペルーの解放が必要不可欠だと考えていたのは誰もが同じだったが、サン・マルティンはここでチリ経由のアンデス山脈越えを持ってまずチリとペルーを解放し、然る後アルト・ペルーを解放しようという壮大な作戦を練り始めた。1816年、ラ・プラタ連合州はトゥクマンの議会を開いて独立を宣言。サン・マルティンは親書を送って独立を支持する一方、メンドーサにてマヌエル・ベルグラーノ将軍から指揮権を引きついだ 北部軍（ちなみに、この時期の北部軍の半分以上がアフリカ系アルゼンチン人だった）の鍛錬を着々と進めた。さらにサン・マルティンは、ここでアルゼンチンから精鋭部隊（アンデス軍）をチリに派遣、その後チリの独立政府を樹立しそこを拠点としてペルーに軍隊を派遣するという計画を立案する。1817年初頭、亡命チリ人の独立指導者ベルナルド・オイヒンスらと共にメンドーサから出撃した北部軍は、スペイン軍の油断をついてアンデス山脈越えを行い、チャカブコの戦いに勝利。1月25日にサンティアゴに入城を果たす。チリの議会はサン・マルティンを執政官に選出したが、サン・マルティンはこの申し出を断り、この戦いに協力したオイヒンスをチリの元首として指名した。その後、3月16日en:Second Battle of Cancha Rayada、4月5日マイプーの戦いで再びスペイン軍を破ると、チリの最終的な独立が確定した（チリ独立戦争、チリ独立宣言）。

### ペルー攻略
チリをオイヒンスに任せると、サン・マルティンはペルー攻略に乗り出した。しかし軍隊を海上輸送するため艦隊を組織するため2年近くかかり、元英王立海軍軍人のトマス・コクランの力を借りて、ようやくリマに向けて艦隊が出発したのは1820年8月であった。1821年7月9日にサン・マルティンはリマに入城。ペルー独立を宣言した。リマ議会は、彼をペルー護国官に任命。しかしペルーの独立は海岸部分にとどまり、アルト・ペルー（現在のボリビア地域）に勢力を張るスペイン軍に対抗する兵力は持ち合わせていなかった上、マルティンの取った奴隷解放などの政策は現地の既得権益層の支持を得られなかった。彼は、当時キトとグアヤキル(現在のエクアドル)解放を目指し戦っていたシモン・ボリーバルらの大コロンビア軍に支援を求めることにした。

### グアヤキル会談
1822年7月26日、グアヤキル（現エクアドル南部にある港湾都市）でシモン・ボリバルとのグアヤキル会談が開催された。会談の内容は資料が残っておらず、詳細は不明であるがグアヤキル地方の帰属問題とペルーのスペインからの独立の仕方であったと言われている。ただ、この会談で共和主義者のボリーバルと君主主義者のサン・マルティンの間に大きな隔たりがあることが確認されたことだけは事実である。
それでもサン・マルティンはボリーバルに自らを部下にして欲しいと申し出たが、ボリーバルはもはやペルーで失敗しつつあるサン・マルティンを見限ってこの申し出を断り、サン・マルティンはこの会談に失望し引退を決意する。「ボリバルは我々の期待した人物ではない」と告白したとも言われ、ペルー議会に護国官の辞任を申し出る。オイヒンスへの手紙には「暴君といわれ、国民から王、皇帝、さらには悪魔にさえなりたがっているといわれるのは耐えがたい」と告白している。

### サン・マルティンのペルー離脱
帰国後、メンドーサで妻子ともどもと穏やかな生活を送ることを夢見ていたが、妻の突然の死の後、傷心を抱いた彼は、激しくなるブエノスアイレスと地方諸州の戦争に巻き込まれるのを嫌って娘とともに1824年、イギリスに亡命した。その後アルゼンチンに帰国しようとしたが、船上で罵声を浴びせられて再びヨーロッパに戻った。

### 最後

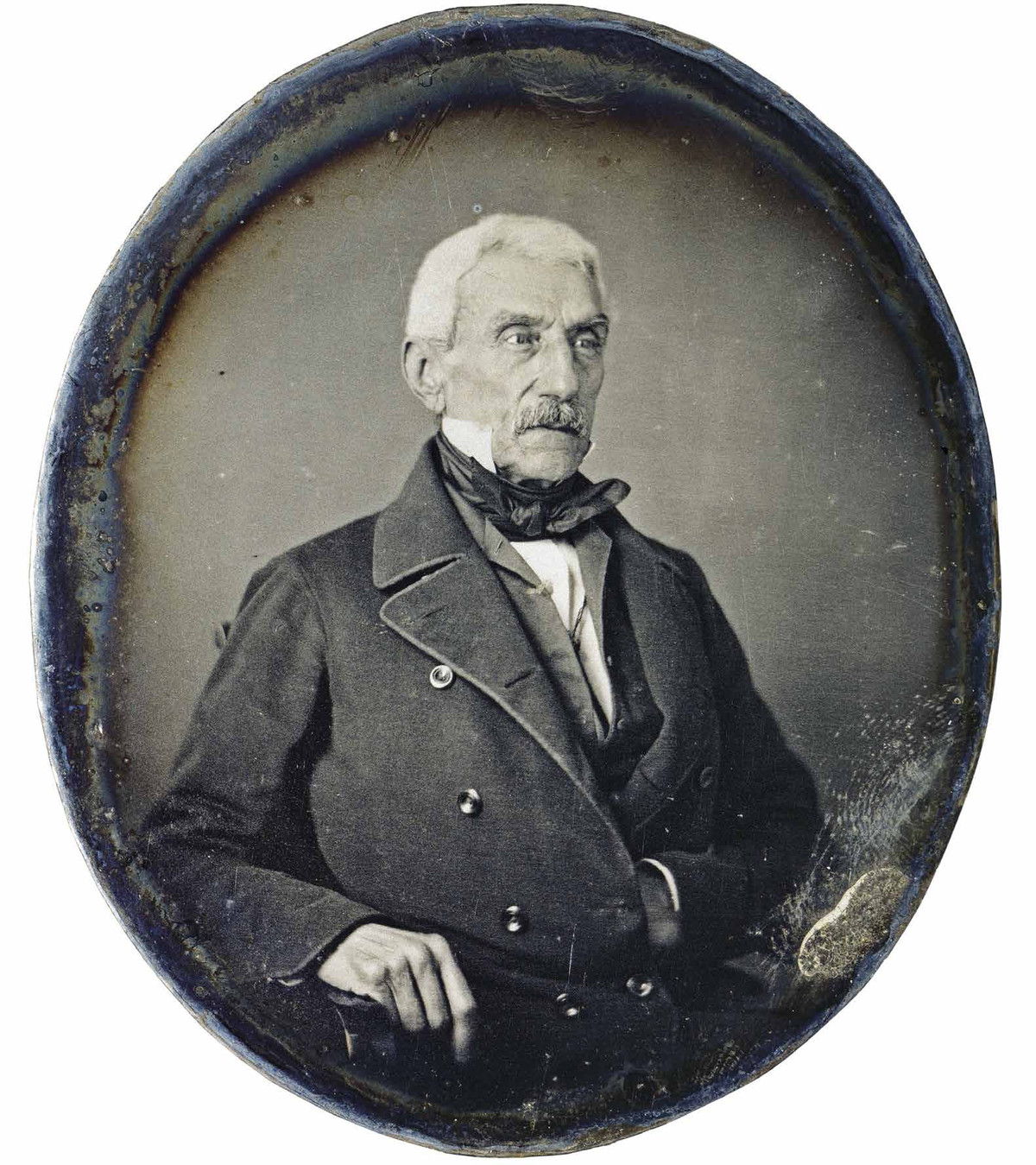
サン・マルティンの写真。1848年、パリにて。

最後はフランスのブーローニュ・シュル・メールで余生を送り、失意の内に死去した。
サン・マルティンがラテンアメリカで再評価されるのは1880年代に入ってからだった。

## 人物像

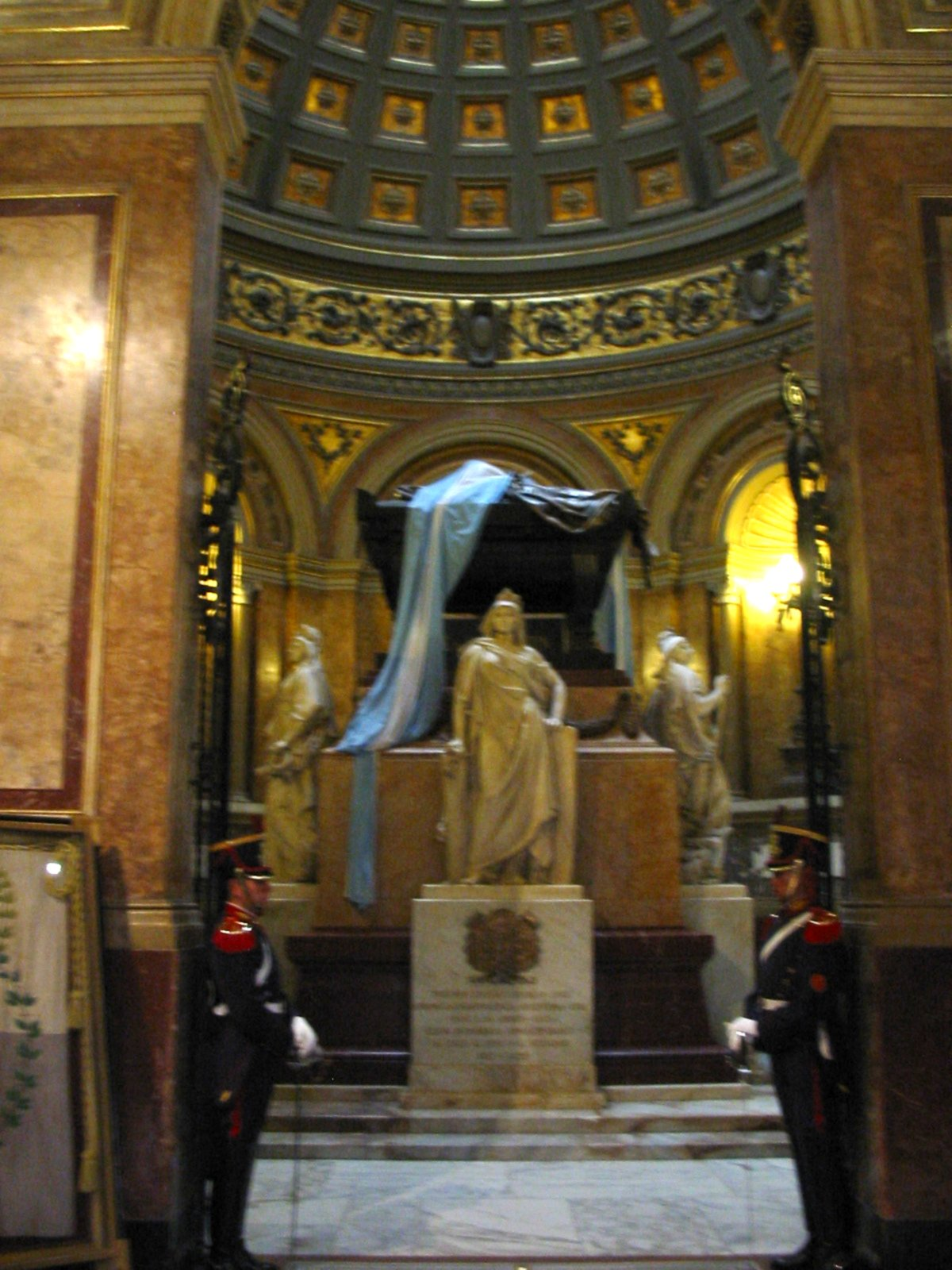
将軍の柩（ブエノスアイレス大聖堂）

南アメリカをスペインから独立させるために果たした業績はシモン・ボリーバルと比較すると、同等とまで言うことは難しいが、現在でも南米南部の独立の英雄として広く尊敬を集めており、特にアルゼンチンでは彼の命日を国民の祝日として定め、紙幣の肖像画（現行の5アルゼンチン・ペソ紙幣）にも採用している。
現在サン・マルティンの柩は、ブエノスアイレスの五月広場に面したブエノスアイレス大聖堂に、アルゼンチン、チリ、ペルーの聖女像に囲まれて安置されている。